# Escola unitària mixta de Calella – Llafranc
L'escola unitària mixta de Calella – Llafranc fou un centre educatiu que impartia classes als alumnes de les poblacions de Calella i Llafranc fins a final dels anys 60 del segle xx.
El fons arxivístic va ser conservat primer a la mateixa escola i més tard a l'Arxiu Municipal de Palafrugell.

## Història
L'any 1886 Josep Niell Gelpí, Josep Lladó Vert i Sebastià Morató Poch es van proposar crear una escola a Calella de Palafrugell. Dos anys més tard l'Ajuntament va atorgar er permís d'obres. L'escola, situada a tocar la carretera amb Palafrugell, constava de dues aules separades (una per nens i l'altra per nenes) i en principi va ser costejada per les aportacions setmanals dels pescadors. Al cap d'un temps, donada la dificultat del manteniment econòmic es va acordar traspassar l'escola a l'Ajuntament. A principi del segle xx l'ajuntament va decidir reobrir l'escola de Calella després d'haver estat tancada uns anys. La creació a Palafrugell de noves escoles a final dels anys seixanta va contribuir en la definitiva desaparició de la petita escola de Calella a principi dels anys setanta. L'edifici, al carrer de Chopitea, va ser enderrocat i s'hi va crear un parc infantil.